# Baganga

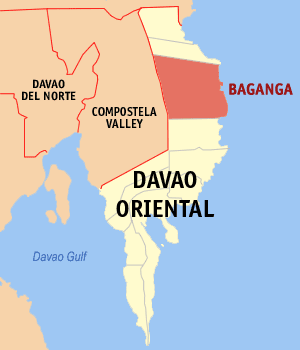
Bản đồ của Davao Oriental với vị trí của Baganga

Baganga là một đô thị hạng 1 ở tỉnh Davao Oriental, Philippines. Theo điều tra dân số năm 2000, đô thị này có dân số 43.122 người trong 8.221 hộ. Kinh tế chủ yếu là nông nghiệp với các sản phẩm như dừa, các loại rau củ.

## Các đơn vị hành chính
Baganga được chia thành 18 barangay.
- Baculin
- Banao
- Batawan
- Batiano
- Binondo
- Bobonao
- Campawan
- Central (Pob.)
- Dapnan
- Kinablangan
- Lambajon
- Mahanub
- Upper Mikit
- Salingcomot
- San Isidro
- San Victor
- Lucod
- Saoquigue